# XXII століття до н. е.

## Правителі
- Фараони VI династії Пепі II, Меренра II, Нітігрет, Менкар, безліч невідомих фараонів VII і VIII династій, наприклад Какаура Ібі I та інші, фараони IX–X династії Хеті I і Хеті II, фараони XI династії Ментухотеп I, Ініотеф I, Ініотеф II.
- Царі Аккада: Шаркалішаррі; чотири претенденти (Ігігі, Нанум, Імі), у тому числі Елулумеш; Дуду, Шу-турула.
- Правителі кутієв: Сарлаг; Ярлаган I і ще 12 правителів; Ярлаган II, Сіум, Тірікан.
- 2-а династія Лагаша: Ур-Баба, Гудеа (2120-і), Ур-Нін-Нгірсу, Пірігме, Урнгар, Наммахані.
- 4-а династія Урука: п'ять царів (близько 2150 — близько 2120).
- 5-а династія Урука: Утухенгаль (близько 2111–2104).
- 3-а династія Ура: Ур-Намму (2112–2094).
- Царі Еламу: Кутик-Іншушінак I (сучасник Шаркалішаррі).

## Єгипет
- 2143–2140 (2187- близько 2170) — Після Піопі кілька слабких правителів. Фараон-жінка Нітокріда.
- 2140–2134 (2160-ті роки) — 7-а династія. За Манефону, 70 царів, які правили 70 днів.
- 2134–2124 (2150-ті роки) — 8-а династія. З Мемфіса. Зберігала владу лише над Нижнім Єгиптом.
- 2123 (близько 2150 або 2242)- близько 1700 — Середнє царство у Єгипті.
- 2123–2040 — Правління у Гераклеополі (північ Верхнього Єгипту) 9-ї і 10-ї династій.
- 2123–1980 — Правління 11-ї династії у Фівах. Спершу вони контролюють територію від Абідоса до Елефантини. Фараони Ініотеф II і Ментухотеп I.
- 2110-ті роки — Фараон Хеті I, засновник 9-ї династії. Суворі, але безуспішні заходи з об'єднання країни.

## Месопотамія
- Початок 22 століття — Правитель Ашшура Ітіті, син Якулаби. Захоплення Нузи.
- Близько 2144–2124 (2180-60-і роки) — Гудеа, патеси Лагаша при Гуті. Велике будівництво. Початок розквіту літератури і мистецтва.
- 2120–2112 (2130-ті роки) — Цар Урука Утухенгаль. Гутеї розбиті у війні з Урука. Вигнання їх з Дворіччя.
- 2113 (2132) — Гегемонія над Дворіччям переходить до III династії Ура.
- 2113–2095 (2132–2114) — Цар Ура Ур-Намму, полководець Утухегала, засновник 3-ї династії Ура. Об'єднання Шумеру і Аккади. Поширення впливу у Сирії, Малій Азії і Еламі. Створення збірника законів.
- 22-21 століття — Правителі Ашшура Ушпія і Кіккія.

## Інші регіони
- 22-21 століття — середньомінойский і середньоелладський періоди. Виникнення писемності. Формування класового суспільства на Криті.
- 22-21 століття — вторгнення ахейців в Елладу.